# LX Krajowy Festiwal Piosenki Polskiej w Opolu
LX (60.) Krajowy Festiwal Piosenki Polskiej w Opolu odbył się w dniach 9–11 czerwca 2023.
Organizatorem festiwalu jest Telewizja Polska oraz miasto Opole.

## Koncert „Wielka Gala – Od Opola do Opola”
- Koncert odbył się 9 czerwca 2023[2].
- Prowadzący: Beata Chmielowska-Olech, Tomasz Kammel, Marek Sierocki[3][4].

## Koncert „Debiuty”
- Koncert odbył się 9 czerwca 2023[2].
- Gospodarzami koncertu byli: Edyta Herbuś, Olek Sikora[3][4].
- Skład jury: Marek Sierocki, Dominika Gawęda, Paweł Rurak-Sokal, Piotr Kupicha i Jarosław Wasik.
- Nagroda im. Anny Jantar: Felivers – „Szminka”
- Nagroda Publiczności: Jan „Yan” Majewski – „Właściwie mi dobrze”

### Lista wykonawców
| Lp. | Wykonawca                                                        | Piosenka                              |
| --- | ---------------------------------------------------------------- | ------------------------------------- |
| 1   | Konrad Baum                                                      | „Sam jak Ty”                          |
| 2   | Magda Bereda                                                     | „Jest mi do twarzy we własnej osobie” |
| 3   | Karolina Fryt (laureatka „Szansy na sukces. Opole 2023”)         | „Wykrzycz”                            |
| 4   | Kamil Jachyra (laureat „Szansy na sukces. Opole 2023”)           | „Kocham Cię”                          |
| 5   | Klaudia Kowalik (laureatka Narodowego Centrum Polskiej Piosenki) | „Za mało czasu”                       |
| 6   | Ewa Novel                                                        | „Na końcu świata”                     |
| 7   | Jan „Yan” Majewski                                               | „Właściwie mi dobrze”                 |
| 8   | Ada Szulc                                                        | „Co teraz”                            |
| 9   | Marti Wójcik (laureatka Festiwalu Zaczarowanej Piosenki)         | „Drugi plan”                          |
| 10  | Felivers                                                         | „Szminka”                             |

### Kontrowersje
Piosenkarka Doda, która wystąpi w ramach koncertu „Debiuty” ze specjalnie przygotowanym recitalem, podczas prób do konkursu skarżyła się na traktowanie ze strony przydzielonego jej dyrektora artystycznego i reżysera koncertu, Mikołaja Dobrowolskiego. Artystka mówiła, że reżyser był dla niej nieuprzejmy i używał wulgaryzmów w odniesieniu do niej, oraz pozostawił prace nad występem wokalistki i nakazał jej stworzyć koncept wizualny samemu, twierdząc, że jest gotowa wycofać się z występu podczas koncertu. Niedługo później, na profilu Telewizji Polskiej wystosowano do piosenkarki przeprosiny, oraz zdecydowano, że reżysera w pracy nad występem artystki zastąpi Beata Szymańska.

## Koncert „Premiery”
- Koncert odbył się 10 czerwca 2023[2].
- Prowadzący: Tomasz Kammel, Mateusz Szymkowiak[4].
- Skład jury: 16 komisji Oddziałów Terenowych Telewizji Polskiej.
- Nagroda „Premiery” (jury): Rafał Brzozowski – „W pokoju hotelowym”
- Nagroda Publiczności im. Karola Musioła (sms): Tulia i Halina Młynkova – „Przerwany”

### Lista wykonawców
| Lp. | Wykonawca               | Piosenka                | Miejsce | Punkty |
| --- | ----------------------- | ----------------------- | ------- | ------ |
| 1   | Mezo, Liber             | „Jakie masz dziś plany” | 6       | 22     |
| 2   | Anastazja Maciąg        | „Moment”                | 9       | 14     |
| 3   | Dominik Dudek           | „Idę”                   | 3       | 28     |
| 4   | Gromee, Sara Chmiel     | „Ty i ja”               | 8       | 22     |
| 5   | Łukasz Drapała          | „Jeszcze jestem”        | 7       | 22     |
| 6   | Iwaneczko               | „Miłość”                | 5       | 25     |
| 7   | Anna Sokołowska         | „Jesteś przy mnie”      | 10      | 0      |
| 8   | Seibert                 | „Niby tak, niby nie”    | 2       | 44     |
| 9   | Rafał Brzozowski        | „W pokoju hotelowym”    | 1       | 48     |
| 10  | Tulia i Halina Mlynkova | „Przerwany”             | 4       | 27     |

## Koncert „Czas ołowiu”
- Koncert odbył się 10 czerwca 2023[2].
- Prowadzący: Agata Konarska[4].

## Koncert „Cała sala śpiewa z nami, czyli hity opolskiej publiczności”
- Koncert odbył się 11 czerwca 2023[2].
- Prowadzący: członkowie Pectus[4].

## Koncert „Ale to już było! Jest i będzie!”
- Koncert odbył się 11 czerwca 2023[2].
- Prowadzący: Agata Konarska, Tomasz Wolny[4].

## „Offpole”
Koncerty towarzyszące festiwalowi przeznaczone alternatywnej muzyce i jeszcze więcej oryginalnego brzmienia pt. „Offpole” odbędą się w dniach organizacji festiwalu. Pierwszego dnia festiwalu odbędzie się koncert poświęcony w całości opolaninowi Andrzejowi Nowakowi „Tribute to Andrzej Nowak” (TVP Kultura, 9 czerwca, godz. 20:30), podczas którego pojawią się Złe Psy, a Marek Piekarczyk zagra największe przeboje TSA akustycznie. W sobotę odbędzie się koncert „Scena otwarta na jazz”, poświęcony muzyce jazzowej. Piotr Wyleżoł zaprezentuje specjalnie przygotowany do Opola projekt progresywnego grania „Flying Fish”. Patrycja Zarychta po raz pierwszy wykona utwory, które pojawią się na jej nowej płycie. Premierowo wystąpią też laureaci Jazz Juniors 2022 – zespół Ziemia oraz Dizzy Boyz Brass Band z gościnnym udziałem Marty Zalewskiej. W ramach „OFFPOLE Extra” (TVP Kultura, 11 czerwca, godz. 22:05) widzowie usłyszą także m.in.: Abradaba, Rahima i Kleszcza, którzy w opolskim amfiteatrze wystąpią w piątek oraz duet didżejski DJ Eprom i Mr Krime, który wystąpi w sobotę.